# Front commun des nationalistes
Le Front commun des nationalistes est un parti politique de la République démocratique du Congo. Il s'est scindé en deux factions depuis le 15 septembre 2004.

## Front commun des nationalistes / Kamanda
Le Front commun des nationalistes / Kamanda a pour président Gérard Kamanda wa Kamanda.
Son siège est au no 1329 avenue Tombalbaye, Gombe, ville de Kinshasa. 

## Front commun des nationalistes / Tumba
Le Front commun des nationalistes / Tumba a pour présidente Tumba Bijika. 
Son siège est au 46/356, 13e rue, quartier Cité Verte C, Selembao, ville de Kinshasa.